# Relations entre le Bangladesh et Maurice
Les relations entre le Bangladesh et Maurice désignent les relations bilatérales de la république populaire du Bangladesh et de la république de Maurice.

## Histoire
Le premier récit d'un Bengali à Maurice remonte à 1765, par le diplomate de l'Empire moghol I'tisam-ud-Din (en),. Par la suite, Mirza Abu Taleb Khan (en), qui a ensuite visité l'Europe dans les dernières années du XVIIIe siècle, avait remarqué que des marins bengalis s'étaient installés aux Maldives.
L'île Maurice a reconnu l'indépendance du Bangladesh le 20 février 1972.

## Visites d'État
En 1978, l'ancien Premier ministre mauricien Sir Seewoosagur Ramgoolam a effectué une visite officielle à Dacca. L'ancien ministre des affaires étrangères de l'île Maurice, Jaya Krishna Cuttaree, s'est rendu à Dacca en 2005. En 2009, l'ancien ministre des affaires étrangères du Bangladesh, Dipu Moni, a effectué une visite officielle à Port Louis et a rencontré le premier ministre mauricien Navinchandra Ramgoolam, le vice-premier ministre Ramakrishna Sithanen, le ministre des finances et de l'autonomisation économique Arvin Boolell, le ministre des affaires étrangères Jean François Chaumière et le ministre du travail, des relations internationales et de l'emploi Dharambeer Gokhool.

## Coopération en éducation
L'île Maurice a demandé l'aide du Bangladesh dans le secteur de l'éducation. L'île Maurice a demandé au Bangladesh d'élargir l'accès des étudiants mauriciens qui ont l'intention de poursuivre des études supérieures au Bangladesh.

## Coopération économique
Le Bangladesh et Maurice ont montré leur intérêt pour le développement des activités économiques bilatérales entre les deux pays et ont pris les mesures nécessaires à cet égard. En 2013, une délégation bangladaise de sept membres dirigée par l'ancien ministre du commerce G M Quader s'est rendue à Maurice pour entamer des pourparlers sur un accord commercial préférentiel avec l'île Maurice. Les vêtements et l'artisanat bangladais sont des produits potentiels sur le marché mauricien. L'île Maurice est également une destination importante pour l'exportation de la main-d'œuvre du Bangladesh. En 2005, le Bangladesh a signé un protocole d'accord avec l'île Maurice pour formuler la coopération existante dans le domaine de l'exportation de main-d'œuvre vers l'île Maurice. Le Bangladesh exporte également des médicaments à l'île Maurice.

## Diaspora bangladaise
En 2013, il y a environ 10 000 expatriés bangladais vivant à Maurice.